# Ramulus thaii
Ramulus thaii är en insektsart som först beskrevs av Hausleithner 1985.  Ramulus thaii ingår i släktet Ramulus och familjen Phasmatidae. Inga underarter finns listade i Catalogue of Life.